# Macrohammus
Macrohammus is een kevergeslacht uit de familie van de boktorren (Cerambycidae). De wetenschappelijke naam van het geslacht werd voor het eerst geldig gepubliceerd in 1886 door Aurivillius.

## Soorten
Macrohammus is monotypisch en omvat slechts de volgende soort:
- Macrohammus deyrollei (Thomson, 1879)